# Clarence Dutton

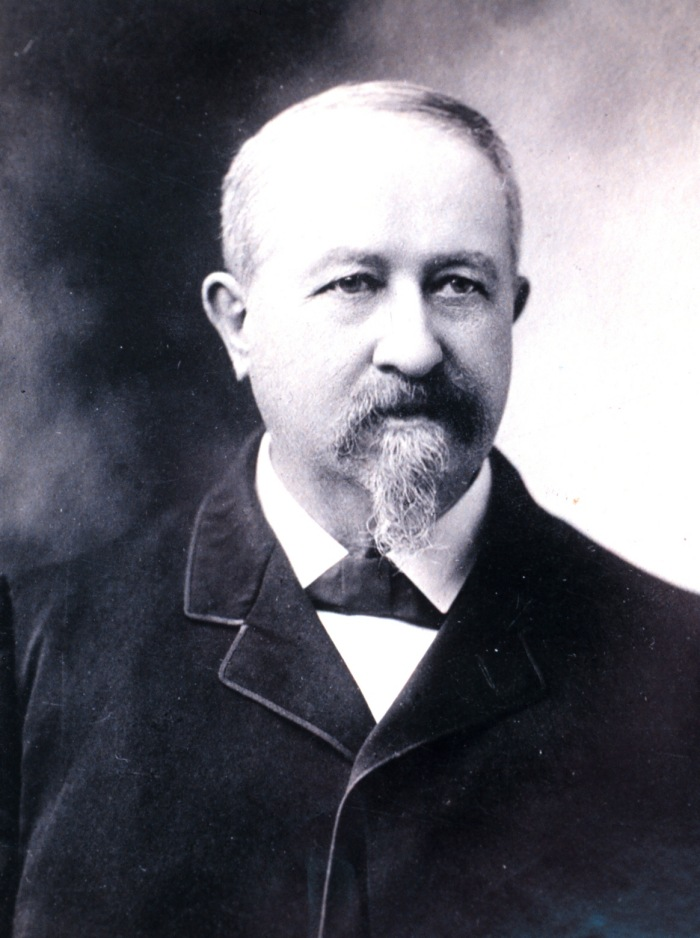
Clarence Edward Dutton

Clarence Edward Dutton (ur. 1841, zm. 1912) – amerykański geolog. Ugruntował on pojęcie izostazji, uważając ją za przyczynę ruchów górotwórczych. Dokonał opracowania historii geologicznej Wielkiego Kanionu Kolorado. 